# Picot fúnebre
El picot fúnebre (Picoides funebris) és una espècie d'ocell de la família dels pícids (Picidae) que habita els boscos de coníferes de l'oest i centre de la Xina.